# Pterostichus anomalus
Pterostichus anomalus är en skalbaggsart som beskrevs av Maximilien de Chaudoir. Pterostichus anomalus ingår i släktet Pterostichus och familjen jordlöpare. Inga underarter finns listade i Catalogue of Life.